# Onthophagus nigroviolaceus
Onthophagus nigroviolaceus là một loài bọ cánh cứng trong họ Bọ hung (Scarabaeidae).